# Randolph Churchill (1911-1968)
Ne doit pas être confondu avec Randolph Churchill, son grand-père
Randolph Churchill, né le 28 mai 1911 et mort le 6 juin 1968, est un journaliste, militaire et homme politique britannique, unique fils et deuxième enfant de Winston et Clementine Churchill. Son prénom lui a été donné en l'honneur de son grand-père (père de Winston Churchill), Lord Randolph Churchill.

## Éducation et famille
Il fait des études médiocres au collège d'Eton puis au collège de Christ Church (Oxford), d'où il part avant d'avoir passé ses examens. Il devient journaliste.
Randolph était persuadé qu'il allait mourir à la guerre. N'ayant pas d'héritier, il propose en quelques semaines le mariage à huit jeunes femmes différentes. Finalement c'est Pamela Digby (future Pamela Harriman) qui accepte et il l'épouse le 4 octobre 1939. Ils auront un fils, Winston Churchill, qui deviendra membre du Parlement et écrira lui aussi la biographie de son père.
Randolph Churchill s'est marié une deuxième fois avec June Osborne (morte en 1980). Ils ont ensemble une fille, Arabella Churchill. Les dernières années de sa vie, il a une liaison avec Natalie Bevan, la femme de son ami et voisin Bobby Bevan.

## Seconde Guerre mondiale
Durant la Seconde Guerre mondiale, Randolph Churchill sert dans le même régiment que son père avant lui, le 4th Queen's Own Hussars. Il est rattaché au Special Air Service (SAS), et effectue des missions dans le désert de Libye. En 1944, il est envoyé en mission diplomatique en Yougoslavie. Accompagné d'Evelyn Waugh, il arrive à Vis le 10 juin 1944. Tous deux y rencontrent Josip Broz Tito, chef de la résistance communiste yougoslave.

## Carrière politique
La carrière politique de Randolph Churchill (comme celle de son fils) n'a pas été aussi brillante que celles de son père et de son grand-père. Il était membre du Parti conservateur. Il a été élu sans gloire au Parlement (aucun parti n'osant présenter de candidat contre le fils du Premier ministre au faîte de sa popularité) pour représenter Preston de 1940 à 1945 avant de perdre son siège lors des élections de 1945. Il reprend ensuite sa carrière de journaliste après avoir vainement tenté de se faire de nouveau élire au parlement.

## Caractère

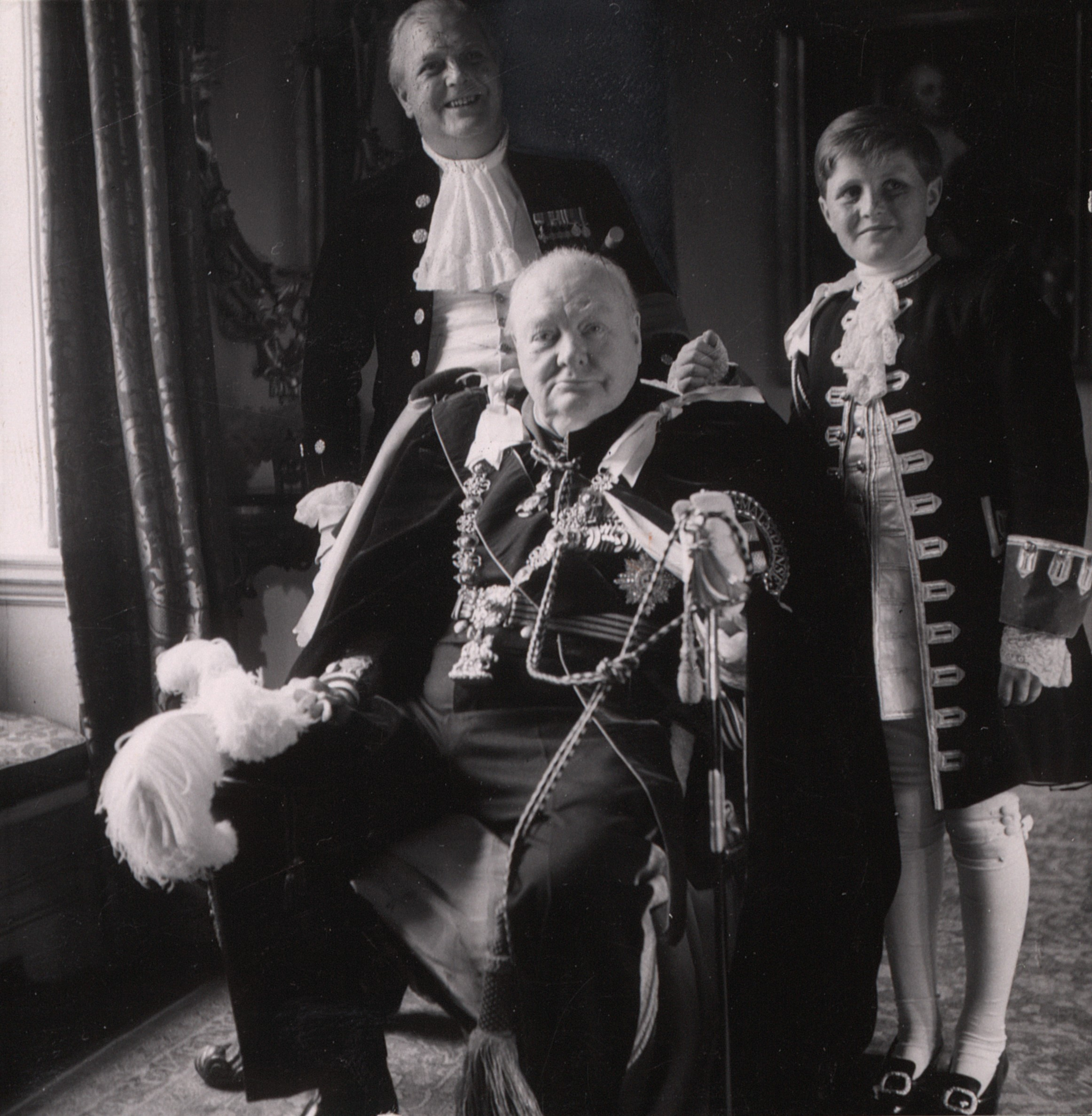
Randolph Churchill en compagnie de son père et de son fils Winston, deuxième du nom.

Randolph Churchill a souvent été présenté comme la brebis galeuse de la famille Churchill : coureur de jupons, buveur, colérique, gâté par son père, il a aussi accumulé les dettes de jeux. 
Ses querelles homériques avec son père ont fait l'objet de nombreux témoignages. 
Sa mère avouera dans ses vieux jours ce que tout leur entourage avait deviné, à savoir que jamais elle n'avait réussi ni à le comprendre, ni à s'entendre avec lui.
Il a cependant hérité du style littéraire de son père. En 1966, il entame une magistrale et très remarquée biographie de Winston Churchill, interrompue par sa mort, en 1968. Elle a été achevée par Sir Martin Gilbert. 
Randolph Churchill a aussi écrit une autobiographie qui couvre ses années de jeunesse, Twenty-One Years.

## Mort
Randolph Churchill meurt, rongé par l'alcool et le tabac, d'une crise cardiaque en 1968 à l'âge de 57 ans. Il est inhumé dans le cimetière paroissial de l'église Saint-Martin de Bladon, près de ses parents.

## Œuvres
- What I Said About the Press (1957)
- The Rise and Fall of Sir Anthony Eden (1959)
- Lord Derby: King of Lancashire (1960)
- The Fight for the Tory Leadership (1964)
- Winston S Churchill: Volume One: Youth, 1874–1900 (1966)
- Winston S Churchill: Volume One Companion, 1874–1900 (1966, en deux parties)
- Winston S Churchill: Volume Two: Young Statesman, 1901–1914 (1967)
- Winston S Churchill: Volume Two Companion, 1900–1914 (1969, en trois parties. Ce volume est publié après sa mort et complété par Martin Gilbert).